# Tanypus transversalis
Tanypus transversalis är en tvåvingeart som beskrevs av Jean-Jacques Kieffer 1925. Tanypus transversalis ingår i släktet Tanypus och familjen fjädermyggor. Inga underarter finns listade i Catalogue of Life.